# Colin Campbell, 6:e earl av Argyll
Colin Campbell, 6:e earl av Argyll, död 1584, var halvbror till Archibald Campbell, 5:e earl av Argyll, tillhörde de inflytelserikaste partiledarna under de inre strider i Skottland, som kännetecknade kung Jakob VI:s regeringstid. Han var en av regenten Mortons djärvaste motståndare. Han var gift med Agnes Keith.